# Gurabo Arriba
Gurabo Arriba es un barrio ubicado en el municipio de Juncos en el estado libre asociado de Puerto Rico. En el Censo de 2010 tenía una población de 569 habitantes y una densidad poblacional de 229,32 personas por km².

## Geografía
Gurabo Arriba se encuentra ubicado en las coordenadas 18°14′45″N 65°52′55″O / 18.24583, -65.88194. Según la Oficina del Censo de los Estados Unidos, Gurabo Arriba tiene una superficie total de 2.48 km², de la cual 2.48 km² corresponden a tierra firme y (0.21%) 0.01 km² es agua.

## Demografía
Según el censo de 2010, había 569 personas residiendo en Gurabo Arriba. La densidad de población era de 229,32 hab./km². De los 569 habitantes, Gurabo Arriba estaba compuesto por el 71.53% blancos, el 14.41% eran afroamericanos, el 10.19% eran de otras razas y el 3.87% pertenecían a dos o más razas. Del total de la población el 99.82% eran hispanos o latinos de cualquier raza.